# Јети
Јети (енгл. Yeti), познат још као ужасни снежни човек (енгл. Abominable Snowman), је измишљено створење које наводно живи на Хималајима. Западно име добио је по тибетанској речи  yeh-teh — „мала човеколика животиња“. То је погрешан превод староенглеске речи geottan (yettin на модерном енглеском) што значи врста трола или орка. 
Многи признати научници, истраживачи и писци искусни у овој области сматрају да су докази о постојању Јетија веома слаби и да се ту ради или о превари или о легенди, или пак о погрешној идентификацији неке већ познате врсте. Међутим, Јети се и даље сматра једним од најпознатијих криптозоолошких створења.